# Jean Varenne (homme politique)
Pour les articles homonymes, voir Varenne.
Cet article concerne l'élu montmartrois. Pour le spécialiste de l'hindouisme, voir Jean Varenne.
Jean Varenne, né le 24 juin 1877 à Clermont-Ferrand et mort le 10 avril 1927, est un militant de la Section française de l'Internationale ouvrière (SFIO), élu conseiller municipal du quartier des Grandes-Carrières à Montmartre dans le 18e arrondissement et membre de la Commission du Vieux Paris.

## Biographie
Jean Varenne naît le 24 juin 1877 à Clermont-Ferrand. Tout d'abord employé de commerce puis ouvrier coupeur en chaussures, il devient ensuite représentant de commerce et exerce sa profession à Paris. Militant de la Section française de l'Internationale ouvrière (SFIO), il collabore à La Nouvelle Presse, à Messidor, et assure le secrétariat de rédaction de L'Humanité. À la suite de la démission d'Henri Turot, il est élu conseiller municipal du quartier des Grandes-Carrières à Montmartre dans le 18e arrondissement de Paris et désigné secrétaire du groupe socialiste. Membre de la Commission du Vieux Paris, il est périodiquement réélu jusqu'à sa mort en 1927.
Déclenchant la vindicte de Léon Daudet, il propose en 1913 au conseil municipal de Paris d'élever un monument à la gloire d'Émile Zola sur la place de Clichy. Il obtient, en 1914, l'interdiction de la vente et de la consommation de l'absinthe à Paris après avoir démontré au Conseil « les ravages causés par l'alcoolisme et plus particulièrement par l'absinthe qui enlève à l'homme sa dignité, sa conscience, sa moralité et qui est une des causes les plus directes de la progression de la tuberculose ». Il fait aboutir, en 1915, la proposition du Comité du Vieux Montmartre de transférer sur la place Jean-Baptiste-Clément le moulin Radet, menacé de démolition. L'action de Jean Varenne pour la sauvegarde des moulins et plus largement des espaces, des édifices et des œuvres à caractère historique de la butte est incessante. Ainsi, des deux moulins de la galette, mais aussi du parc de la Belle-Gabrielle menacé par les promoteurs et dont il propose l'acquisition par la Ville. Les seuls projets immobiliers qui trouvent grâce à ses yeux sont des projets utopistes accessibles aux populations les plus modestes. Il soutient ainsi le projet grandiose d'une « cité heureuse » avec des terrains de jeux, des espaces fleuris et des habitations salubres pour plus de 12 000 personnes boulevard Ney, au nord de la butte.

Dans un plaidoyer mémorable publié par Le Petit Parisien, 

« Les ateliers d'artistes atteignent sur la Butte des prix de location inabordables. Il est de bon ton aujourd'hui, surtout chez les nouveaux riches, de s'offrir un appartement à Montmartre, avec un atelier transformé en salon où l'on cause. Il est même de ces ateliers, habités autrefois par des artistes qui y firent des chefs-d'œuvre, transformés aujourd'hui en salons de thé, en fumoirs, quand ce n'est pas en dancings. Tandis que chaque jour l'artiste lui-même, celui pour qui l'atelier est la vie, son outil, son foyer, et son existence, est chassé par les snobs et les oisifs dont Montmartre qui s'amuse mais qui travaille se passerait volontiers. 
Les artistes, de caractère si indépendant, ont compris la nécessité de se grouper à leur tour pour la défense de leur instrument de travail indispensable, l'atelier. Ils se sont constitués en société qui a pris pour titre « Montmartre aux artistes ». Ils demandent à la Ville de leur louer, avec bail emphytéotique, un terrain situé rue Ordener, près de la rue Damrémont, où ils se proposent d'édifier une véritable cité artistique, comprenant pavillons, ateliers, salles d'exposition, cantine, garderie d'enfants, bains-douches, etc. »

 il propose le 24 décembre 1923 au conseil municipal de Paris d'utiliser le maquis de la rue Ordener pour y implanter un groupe d'immeubles comprenant des ateliers d'artistes, dans l'objectif d'y loger ceux de condition modeste et de leur permettre d'y travailler. Un terrain de 5 500 m2 est acquis pour un prix de 1 078 200 francs. L'opération est portée par la société d'habitations à bon marché « Montmartre aux artistes » créée par un groupe d'artistes rassemblés autour du sculpteur Louis-Aimé Lejeune (1884-1969), prix de Rome en 1911. La cité Montmartre-aux-artistes est construite entre 1929 et 1936 par l'architecte Adolphe Thiers.
Jean Varenne meurt le 10 avril 1927. La rue Jean-Varenne à Montmartre dans le quartier des Grandes-Carrières du 18e arrondissement de Paris est un hommage à son nom et à son grand projet de « cités heureuses » du boulevard Ney. Il est le frère cadet du député clermontois, gouverneur d'Indochine et fondateur du journal La Montagne, Alexandre Varenne.